# Raoul Tack
Raoul Honoré Léon Tack, né le 24 juin 1895 à Forest et décédé à Uccle le 31 mars 1973 fut un homme politique belge libéral.

## Biographie
Tack fut journaliste.
Il fut élu sénateur provincial de la province de Brabant (1946-1949).